# おーがちゃん
『おーがちゃん』は、コンノトヒロによる日本の4コマ漫画作品。『まんがタイムスペシャル』（芳文社）誌上で連載。

## 概要
ももえが偶然出会ったのは小さな鬼の子おーがちゃん。小さくて可愛い鬼の子たちとの不思議な異文化交流を描くちょっとシュールで可愛らしいコメディ4コマ漫画。
お色気の多い作風の作者だが、掲載誌が一般4コマ誌であるためその手の表現は控えめ。
『まんがタイムスペシャル』（芳文社）誌上で2011年1月号に掲載された後、2011年3月号から2013年3月号にかけて月刊連載され、その後2013年5月号に掲載された。単行本は全2巻。

## 登場人物
鬼殺山ももえ
おーがちゃんと共に生活する学生。
優しくて面倒見がいい。また、困っている子を放っておけない。
おーがちゃんの好物であるナポリタンを作る等、料理も出来る。
先祖に桃太郎がいるとのことで、家はきびだんご屋を営んでいる。
おーがちゃん
イタズラ好きの鬼の一族の娘。超鬼帝国から来た。赤鬼系。
人類支配を目論んでやってきたが、ももえのことを気に入り、ももえを嫁にすると言い出して居候中。外見は体の小さい少女（ややつり目）に角が2本生えた程度で、ほとんど人間と変わらない。
怒ると角が伸びるが、怒りが収まると元に戻る。
子供ではあるが「来年の事を言うと笑う」等の鬼らしい体質を持っているが、他にも「食べた物の名前を覚える（文字で書けるようになる）」といった能力がある。
髪留めの向きをさかさまにして装着すると体つきが大人になる。また調整次第で中学生くらいの体系にもなれる。ただし長時間使うと疲れた反動ですごく小さくなる。
ナポリタンが大好物。
ジャッキー
泣き虫で体の弱い鬼の娘。青鬼系。おーがちゃんと同じく、外見はほとんど人間である
角が1本だけで、「一本角は食が細い」らしく雑草をよく食べている。
住むところを探していたところ、いぬきの家に誘われお店のソバ屋で働きながら暮らしている。
訛った喋り方をする。
一度見たものは忘れない特技を持っており、勉学に関しては作中最もレベルが高い。ただ発揮される場所はない。
好物は同じくナポリタン。
はーちん
なまはげの娘。秋田県鬼。海外留学をした経験があるらしいが、その描写は初回以外皆無。
「よい子」が好きで、ジャッキーやももえを気に入っている。「悪い子」のおーがちゃんを倒す必要があると考えている。
普段は丁寧な口調だが、お面を付けると凶暴になる振りをしているが、実はそれは演技で、盗み食いなどを筆頭に、本人の行動は相当悪い。口調は語尾に「ですわ」をつけることが多い。おーがちゃん、ジャッキー以外キャラのいい子、悪い子の判断基準も「パンツが白い（いい子）」「ノーブラ、パンツ黒い（悪い子）」といい加減なため、いぬきを悪い子扱いしている。みんながいい子になると寂しくなったり悪いことしだすと張り切ったりと、悪い子を狩るのが楽しみのようである。他の鬼のように学校には行ってない。
行動だけでなく外見も他の鬼と大きく違い、非常に変わった外見をしている。頭は非常に大きいが、体は非常に小さく（おーがちゃんやジャッキーの半分くらい、大きいときでも二頭身以下）腕がない。顔は非常にボリュームのある髪の毛をツインテールに整えたような外見だが、腕(手)がないため、大きなツインテールに見えるものが腕代わりで、色々な大きさや形に変化する。胴はなまはげが着るような衣をまとっており、足はいつも裸足で、足の太さに比べて先はものすごく細い。足もすごく短い。
「人型」の形は2足歩行可能なくらいしかないので、外見はとても「なまはげ」には見えない。歩いたり走ったりする描写はほとんどなく、よく跳（飛）んでいる。腕（髪？）の先が手の形になったり、伸ばしてコマの天井につかまったりする。寝床は屋根裏で、腕(髪？)にくるまって寝る。人の目を盗んで必ず一番風呂に入るので、生態や体の構造(衣の中)は謎に包まれている。
包丁をよく振り回している（本人曰く、なまはげ族に伝わる伝説の包丁）が、包丁はプラスチック製で切れない、などオモチャ同様。きりたんぽが大好物で、聞いただけで目が輝きよだれが出るほど。
いぬき
ももえの友人で町内ではちょっと有名なおソバ屋さんの娘。ももえ同様に巨乳の持ち主。なぜか胸を強調するような服を着る事が多い。男言葉で話すことが多い。
住む家を探していたジャッキーを引き取る。
ややヤンチャでな性格か、パチンコ玉を大量に持っていたり、下着が黒だったり、ノーブラだったりする。そのせいかはーちんに悪い子扱いされ、イタズラ（こらしめ、おしおき）されたりする。
ももえの兄
彼女の兄ということ以外は謎の多い人物。一緒に暮らしているが、ずっと家にいたおーがちゃんはしばらくの間存在を知らなかった。
極度のシスコンであるが、ももえを困らせる行動もある。おーがちゃんの体が大きくなったときは涙を流していた（ももえ曰く「こんなに悲しそうな顔をしたお兄ちゃんは見たことがない」）。
その言動からおーがちゃんやいぬきは彼を警戒しているが、彼自身から彼女たちに手を出したことは一度もない。またももえ同様に料理が得意で、その実力は二人とも認めている。
単行本２巻のカバー裏ではメガネを取って素顔をさらしている。

## 単行本
- コンノトヒロ『おーがちゃん』 芳文社〈まんがタイムコミックス〉、全2巻
  1. 2012年3月22日発行（2012年3月7日発売） ISBN 978-4-8322-5059-8
  2. 2013年4月21日発行（2013年4月6日発売） ISBN 978-4-8322-5176-2